# N'écoute pas les idoles (album)
Albums de France Gall
Mes premières vraies vacances
(1964)
France Gall, appelé couramment N'écoute pas les idoles d'après la première chanson, est le premier 33 tours 25 cm de France Gall, sorti en pleine période yéyé en mars 1964 alors qu'elle n'avait pas encore 17 ans. Ce disque vinyle reprend les chansons déjà parues sur les deux premiers super 45 tours (Ne sois pas si bête et N'écoute pas les idoles).

## Autour du disque
Référence originale : 33 tours 25 cm Philips B 76 585 R. 

## Titres
| A1. | N'écoute pas les idoles | Serge Gainsbourg | Serge Gainsbourg | 1'49 |
| A2. | Les Rubans et la Fleur  |                  |                  | 2'53 |
| A3. | J'entends cette musique |                  |                  | 2'38 |
| A4. | Ça va je t'aime         |                  |                  | 2'18 |

| B1. | Ne sois pas si bête    |              |             | 2'22 |
| B2. | Ne dis pas aux copains | Maurice Tézé | Guy Magenta | 2'38 |
| B3. | Si j'étais garçon      |              |             | 2'11 |
| B4. | Pense à moi            |              |             | 2'39 |